# 阮有秋
阮有秋（1902年—1980年），曾用名贯之、昌稼，笔名任重、毅仁、黎明等。湖南岳阳人。中华人民共和国政治人物。

## 生平
北京大学毕业，后留学东京帝国大学；1935年，获经济学博士学位。1936年，加入中国共产党。历任香港《新中国报》“学艺”副刊主编，上海中华书局编辑，国民党《中央周刊》主编，中央设计局专门委员，安徽大学、上海大夏大学教授等职。中华人民共和国成立后，先后在华东检察署、上海高等法院、上海辞书出版社工作。